# Regina Berlinghof
Regina Berlinghof (* 12. November 1947 in Freiburg im Breisgau) ist eine deutsche Schriftstellerin und Verlegerin.

## Leben
Regina Berlinghof verbrachte Kindheit, Schulzeit und Jurastudium in Frankfurt am Main. Sie ist Volljuristin und Bibliotheksassessorin. Nach eigenen Angaben erhielt sie 1975–1977 ein DAAD-Stipendium für einen Forschungsaufenthalt in Kairo.
Bereits früh entwickelte sie Interesse für Israel, die arabischen Länder und die Wüste und betrieb Hebräisch- und Arabischstudien. Dementsprechend verbrachte sie längere Aufenthalte in Israel und Ägypten, Wüstenurlaube in den USA. Ihr Interesse für Philosophie, Religion, klassische Musik und Naturwissenschaften fließt in ihre literarische und verlegerische Arbeit ein. Regina Berlinghof lebt als freie Schriftstellerin und Verlegerin in Kelkheim (Taunus) und war bis zum Ruhestand 2013 nach eigenen Angaben bei einer Frankfurter Bank in Teilzeit angestellt.

## Verlagsgründung
Regina Berlinghof gründete 1999 den YinYang Media Verlag, den sie unter das Motto: „Literatur, Spiritualität und freier Geist“ stellte. Den Schwerpunkt des Programms bilden klassische orientalische und fernöstliche Lyrik und mystische Dichtkunst. Sie verlegt u. a. die Verse des Hafis, Omar Chayyām, Kabir, der Mirabai und die orientalischen Nachdichtungen Hans Bethges. Zuletzt erschien eine Übersetzung der Altchinesischen Volkslieder (Guofeng) aus dem klassischen Buch der Lieder (Shijing) und Hans-Günter Wagners Die Dichtung des Chan-Buddhismus. Seit 2020 wurden einige Titel auch als E-Book veröffentlicht.

## Werke
- Mirjam. Maria Magdalena und Jesus. Roman, zuerst komplett im Internet erschienen (1995), 1997 erschien die Buchausgabe im Verlag Dietmar Klotz, Eschborn, ISBN 3-88074-273-1.
- Schrödingers Katharina oder Liebe am anderen Ende der Welt. Roman. YinYang Media Verlag, Kelkheim 2003, ISBN 3-935727-08-9.
- Wüste, Liebe und Computer. Erzählungen, 3. Auflage 2006, YinYang Media Verlag, Kelkheim 2006, ISBN 3-9806799-0-X.